# Giovanni Spampinato
Giovanni Spampinato (Ragusa, 6 novembre 1946 – Ragusa, 27 ottobre 1972) è stato un giornalista italiano, vittima del terrorismo di estrema destra.

## Biografia
Corrispondente da Ragusa de L'Ora di Palermo e de l'Unità tra la fine degli anni Sessanta e i primissimi dei Settanta, Giovanni Spampinato, 25 anni, si era affermato pubblicando un'ampia e approfondita inchiesta sul neofascismo. Un lavoro sul campo, condotto a Ragusa, Catania e Siracusa, col quale il giovane cronista era riuscito a documentare le attività clandestine e i rapporti delle organizzazioni di estrema destra locale con la criminalità organizzata – che controllava i traffici illeciti di opere d'arte, armi, sigarette e droga – e con esponenti di primo piano del fascismo eversivo nazionale e internazionale, fautori di quella strategia della tensione che già nel 1969 a Milano aveva provocato la strage di piazza Fontana.
Nella sua Cinquecento, la notte del 27 ottobre 1972, lo raggiunsero sei pallottole esplose da due pistole. A sparare, a pochi centimetri da lui dentro l'abitacolo, fu Roberto Campria, figlio del presidente del tribunale di Ragusa. L'intoccabile trentenne era uno dei maggiori indiziati di un altro omicidio, quello del commerciante di antiquariato e oggetti d'arte, Angelo Tumino, consumato nella stessa città il 25 febbraio dello stesso anno.
Giovanni Spampinato era stato l'unico giornalista a rivelare che era coinvolto nelle indagini; che una pista, quindi, portava dentro il Palazzo di Giustizia; e che, perciò, secondo logica e procedura, l'inchiesta penale doveva essere affidata ai giudici di un'altra città. L'inchiesta invece non fu trasferita e il giovane cronista fu criticato e isolato nell'ambiente dei corrispondenti. Ad oggi, del delitto Tumino non si conoscono ancora esecutori, mandanti e movente.
Quell'omicidio si verificò proprio nei giorni in cui Spampinato rivelava la presenza a Ragusa del “bombardiere nero” Stefano Delle Chiaie (all'epoca ricercato per le bombe del 12 dicembre 1969 all'Altare della Patria) e di altri noti fascisti romani legati a Junio Valerio Borghese, che nel dicembre del 1970 aveva tentato un colpo di Stato. Uno di questi personaggi, Vittorio Quintavalle, fu interrogato dagli inquirenti che seguivano le indagini sul delitto e questo rafforzò nella mente del cronista l'impressione che l'omicidio Tumino potesse essere collegato alle trame eversive che stava documentando. Tanto più che i contatti fra Campria e Tumino e fra questi e i trafficanti di estrema destra erano molto frequenti. Fu assassinato prima di poterlo dimostrare.
Nel settembre 2007, Giovanni Spampinato è stato insignito dal Presidente della Repubblica Giorgio Napolitano del premio Saint Vincent per il giornalismo alla memoria.